# 조선민주주의인민공화국의 여성
북한 내 여성의 지위는 북한 의 정치적 고립, 북한 당국이 외국인 수사관의 국내 접근을 허용하지 않는 점, 상충되는 보고가 존재하는 점 등으로 인해 북한 밖에서는 충분히 파악되지 않고 있다.  북한 정부 의 공식적인 입장은 여성이 남성과 동등한 권리를 가진다는 것이다.
북한은 성평등법, 노동법, 기간산업국유화법 등의 법률을 제정 하였다. 이러한 사회 시스템이 완전히 성공적이지는 않았지만 여성을 돕기 위해 일상 생활에 통합되었다. 시행된 개혁은 직장에서 여성의 권리, 재산 상속 및 공유 권리, 자유로운 결혼 및 이혼의 권리를 제공했다. 북한도 일부다처제를 불법화했다. 국가는 개인 소유의 토지를 모두 몰수하여 재산의 차등을 없앴다. 오늘날 북한의 여성들은 다양한 노동에 참여하고 있으며 고위직에 있는 여성들도 적지 않다. 또한 요양원과 산부인과 등 여성을 위한 시설도 많다.
고임금 직종의 여성 대 남성 비율은 저임금 직종에 비해 상당히 낮다. 또한 사회에서 고위직에 있는 여성은 대부분 최고 지도자의 친인척이거나 부인이다. 가부장적 사회 구조를 약화시키려는 개혁과는 상관없이 정치적 분위기는 개혁이 해체하려는 동일한 가부장적 구조의 예다. 이것은 성리학의 이상이 여전히 스며들어 사회 및 정치 정책에 영향을 미치는 정도를 보여준다. 북한은 중국, 라오스, 캄보디아, 베트남의 유교 반대 운동을 따르지 않고 있다.

## 한국이 분단되기 전
조선시대 에는 여성이 가계를 잇기 위해 남성 후계자를 낳고 양육해야 했다. 여성은 사회의 사회적, 경제적, 정치적 삶에 참여할 기회가 거의 없었다. 여성의 역할에 부과된 제한에는 몇 가지 예외가 있었다. 예를 들어 여성 무당은 악귀를 쫓아 질병을 치료하거나 가뭄에 기우제를 기원하거나 점 을 치기 위해 부름을 받았다.
이조 와 성리학이 들어오기 전에는 여성이 상대적으로 더 많은 권리와 자유를 누렸다. 신라시대 여성은 사회에서 남성과 동등하지는 않지만 더 높은 지위와 지위를 가졌고 가장으로 간주될 수 있는 권리를 포함하여 많은 법적 권리를 가졌다. 더욱이 고려시대에는 여성의 재혼과 남녀의 동등한 재산상속이 전면적으로 받아들여졌다.
그러나  조선에 들어서면서 유교 사상이 사회에 강하게 고착되었고 남성과 여성의 역할에 지대한 영향을 미쳤다. 일곱 살 때부터 남자와 여자는 분리되어 집안의 지정된 영역으로 제한되었다. 남자는 바깥쪽(사랑차)에 위치하며, 여자는 안쪽(안차)에 위치한다. 한국의 유교적 기준에 따르면, “현녀는 평생 남자에게 순종하고, 젊어서는 아버지에게 순종하고, 결혼하면 남편에게 순종하고, 남편이 죽으면 아들에게 복종했다.”는 말이 있다.
전통적인 한국 사회 에서 정식 교육을 받은 여성은 거의 없었다. 그러나 19세기 후반 개항 이후 기독교 선교사들이 여학교를 설립하여 한국의 젊은 여성들은 계층에 상관없이 현대적인 교육을 받을 수 있게 되었다. 실학, 동학, 서구사상의 영향을 받아 인권과 평등에 우선 관심을 두게 되었다. 이로써 1886년 최초의 근대적 여학교인 이화 학당(Ewha School)이 설립되었다. 그리고 찬양회(찬양회)와 그들의 여성교육 강조에 대응하여 정부는 1908년에 한성여고라는 최초의 공립여학교를 설립하였다.
일제강점기 인 1910~1945년에 한국 여성들은 서구 세계의 여성과 마찬가지로 사회적 변화를 겪었다. 20세기 초의 도시화와 현대화는 여성 노동자들에게 기회를 열어주었다. 여성들은 스스로 새로운 삶을 만들기 위해 시골에서 도시로 이주했고, 종종 정규 급여가 있는 공장에서 일자리를 찾았고(농촌 여성에게는 새로운 현상) 가족의 수입을 보충하기 위해 종종 집으로 보내졌다. 도시에서의 소녀들은 직장과 도시 생활에서 새로운 독립성과 자기 결정권을 가졌다. 그러나 20세기 초 공장의 열악한 노동 조건과 장시간 노동은 그들의 성공과 행복을 제한했다.
다른 더 운 좋은 여성들은 도시 지역의 중등학교에서 교육을 받았다. 일부는 일본의 더 권위 있는 기관에서 유학할 기회를 얻기도 했다. 이 여성들은 사회 엘리트의 새로운 부문을 구성했으며 소비 문화의 참여자였다. " 현대 소녀 "라고 불리는 이 여성들은 1920년대와 1930년대에 여성들에게 주어진 새로운 기회를 이용했다. 그들은 도시인과의 결혼을 통해 농경계층의 한계를 뛰어넘었고, 급성장하는 현대 예술과 문화 현장에 참여했으며, 한복을 버리고 서양식 옷을 입었다. 한국 여성의 대다수는 여전히 전통적인 삶을 살았지만, 문화적 풍경을 보다 현대적이고 국제적인 장면으로 바꾸는 데 도움을 준 것은 바로 이 "현대 소녀들"이었다.
비록 이러한 기회들 중 많은 것들이 시골 여성들에게 이용될 수 없었지만, 1920년대와 1930년대는 시골 지역에 긍정적인 변화를 가져왔다. 여성들은 더 제한된 규모로 훈련되고 교육받았으며, 문맹 퇴치 운동도 있었다.  이러한 사회경제적 스펙트럼을 통한 교육을 향한 움직임은 나중에 북한의 공산주의 활동에 영향을 미치고 장려할 것이다. 그것은 공산주의 이상의 확산을 도왔고 공산주의를 중심으로 사람들을 교육하고 결집시키는 것을 더 쉽게 만들었다. 여성들은 또한 식민지 시대에 이루어진 변화의 연속인 공공 영역에 더 많이 관여했다.

## 분단 이후

### 북한 혁명 동안, 1945-1950
여성의 사회적 지위 와 역할은 1945년 이후 급격하게 바뀌었다. 1950-1953년의 한국전쟁 이전에 북한의 공산 정권은 이상적인 공산주의 사회를 반영하기 위해 전통적인 한국 사회를 재정비하기 시작했다. 북한의 공산 정권은 평등을 증진하기 위한 노력의 일환으로 여성들에게 지역 사회에서 중요한 위치와 주체성을 부여했다. 그러한 예 중 하나는 종종 여성이 이끄는 약 20~30개의 가족 단위인 인민반이었다. 이 여성들은 건물 유지 관리 및 재정 관리를 담당했으며 일반적으로 유권자들의 삶을 주시했다. 정부에 따르면 “인민반장은 집집마다 젓가락이 몇 개인지, 숟가락이 몇 개인지 알아야 한다”고 했다. 여성들은 또한 의심스러운 활동을 경찰에 신고하고 무작위 검사를 실시했다. 이 인민반 지도자들은 공산주의 대의와 감시 문화에 직접적으로 기여했으며, 남성 반장들과 함께 리더 역할을 수행했다.
북한 정권은 여성에게 공산주의 이상을 교육하기 위해 특별히 여성을 위한 출판물인 조선 여성을 발표했다. 간행물에는 가정 조언, 건강 조언, 교육 자료 및 정치적 선전이 포함되었다.
여성들은 초기 북한 정치 문화에 참여할 다른 기회를 가졌다. 정권은 사람들이 다양한 그룹에 가입하도록 장려했다. 여성 조직은 강력하고 야심적이었다. 그러한 조직 중 하나가 북한 정부에 유급 출산 휴가와 임금 차별 철폐를 요구한 조선여성사회주의연맹이었다. 그들은 또한 교육, 산전 서비스 및 여성 강의를 포함하는 다른 사회적 변화를 담당했다. 이와 같은 조직을 통해 여성들은 북한 정권 하에서 어느 정도 주체가 되었다.
여성은 완전히 자유로운 것은 아니었고 그들의 권리는 제한적이었다. 혁명 기간 동안 정권은 여성들의 일상을 철저히 통제했다. 예를 들어, 국가는 여성에게 따라야 할 모델 일정을 제공했다. 여성은 요리와 청소를 해야 하고 하루 일과 후 개인 시간은 1시간 30분만 허용된다. 그들은 또한 집에서의 의무와 조직에 대한 의무의 균형을 완벽하게 맞출 것으로 기대되었는데, 이는 너무 힘들고 거의 불가능한 것으로 판명된 작업들이었다.
북한 혁명 기간에도 많은 여성들이 경제에 기여했다. 여성들은 기자, 선생님, 점원 등의 역할을 맡았다. 이 여성들은 미래의 여성 사업가들의 선구자가 되고 싶다는 바람을 표현하면서, 노동력에 종사하는 이유에 대해 전향적으로 생각했다. 그러나 그들은 가정에서의 여성의 의무에 대한 정권의 강조 때문에 여전히 경제적 개입을 힘겨운 싸움으로 여겼다. 따라서 여성은 어떤 면에서 정치적, 경제적 선택권을 가졌음에도 불구하고 가정에 묶여 있었고, 공산 정부가 양성 평등의 중요성을 강조했음에도 불구하고 이러한 불균형은 궁극적으로 전통적인 성 역할을 강화할 뿐이었다.
여성의 혁명적 역할도 모성애과 결부되어 여성들을 혁명 영웅들로 보았으나, 이는 제대로 된 사회주의 아이들을 키운 어머니들로만 보였다는 것을 의미한다. 어머니는 ‘가장 희생적인 모범시민’으로 여겨졌으나, 이러한 높은 이념적 지위에도 불구하고 어머니는 가정과 하층민에 국한되었다. 정부는 어머니가 자녀에게 강력한 공산주의 가치를 심어주고 가장 기본적인 국내 수준에서 정권을 지원하기를 기대했다. 따라서 대부분의 여성들에게 주체성은 직장이나 정치 영역이 아니라 가정에 있었다.
한국전쟁 초기 3개월 동안 조선인민군은 남한을 점령하는 동안 남한에 유사한 여성 조직을 설립했다.

### 한국전쟁 이후

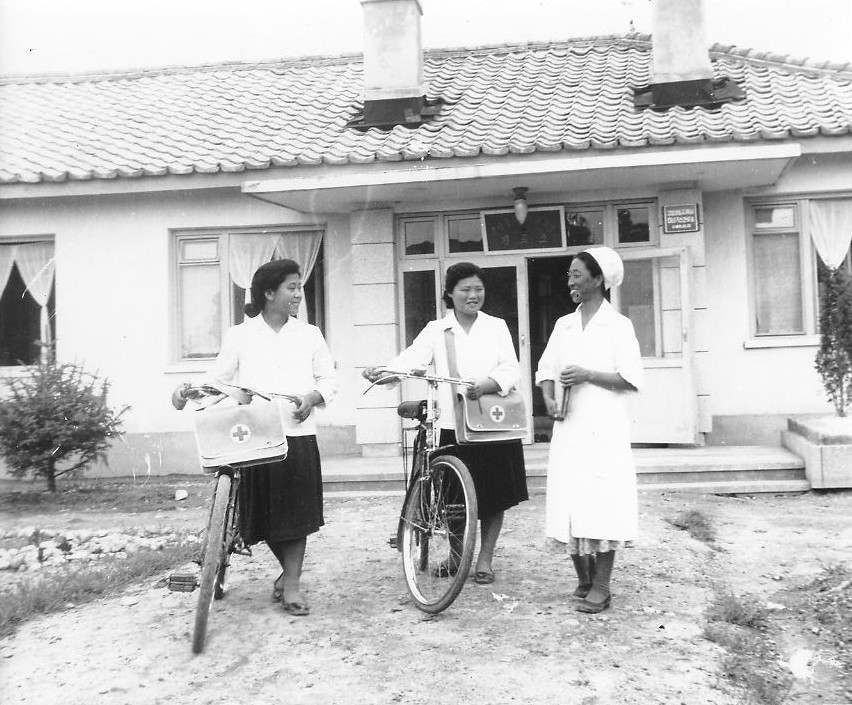
1972년 6월 함흥 에서 군수품을 나르는 여성들

6·25전쟁 이후 '강력한 폭격'으로 남북 간 인구 비율이 크게 달라졌다. 이 폭격은 북한에 큰 피해를 입혔고, 더 이상 공격할 목표가 남아있지 않으며, 이는 베트남에서도 일어나지 않았다. 또한 북한은 전쟁 중에 12-15%의 인구를 잃었다.한국인 사망자의 절반 이상이 남성이었다. 북한은 "식민지 과거의 유산과 싸우기 위해" 사용되었다. 이 두 가지 요인 때문에 북한 여성의 지위에 영향을 미쳤다. 인구 증가의 중요성은 북한의 발전에 결정적이었다. 여성들은 "부분적으로 피임과 낙태를 어렵게 함으로써 높은 출산율을 장려받았다." 여성이 아이를 갖지 않거나 원하지 않는 것은 사회적으로 용납될 수 없는 것으로 여겨졌다. 이 입장은 결국 역전되는데 중국에 거주하는 많은 탈북자들은 중국 내에서 강제 낙태와 영아 살해 가 흔하다고 주장한다.
여성의 사회 참여는 남성만큼 중요하게 여겨졌다. 1972년 헌법은 "여성은 남성과 동등한 사회적 지위와 권리를 갖는다"고 주장했다. 사회와 경제에서 여성에게 동일한 역할이 주어졌다는 사실은 "여성 노동자가 "동일 노동에 대해 동일 임금과 특별 대우"로 급격히 증가했을 때 볼 수 있다. 또한 단순한 주부가 아닌 사회에서 여성의 역할이 증가하고 있음을 알 수 있다. 1990년 헌법은 국가가 여성의 사회 진출을 위한 다양한 여건을 조성한다고 규정하고 있다. 북한은 원칙적으로 양성평등을 강력하게 지지하고, 여성해방과 관련하여 다양한 정책을 수립하고 있으나, 현실적으로는 가부장제 사회이다.
북한은 건국 당시 양성평등이라는 공산주의 원칙을 적용하기 시작했다. 북한은 경제적 해방과 여성의 경제적 생산 참여를 통해 성평등을 이룰 수 있다고 믿었다. 예를 들어 김일성은 "여성들은... 공장과 농촌의 생산전선에서 발생하는 문제들을 해결하기 위해 남성들 못지않은 헌신과 각성을 가지고 분투해야만 완전한 해방을 이룩할 수 있다"고 말했다. 목적 여성의 의무를 가족에서 벗어나 국가를 위한 생산적인 노동으로 옮기는 것이었다. 따라서 이론적으로 여성은 유급 노동과 같은 비 전통적인 역할을 통해 다른 사회적 지위를 얻을 수 있다.
북한 지도자들은 전통적인 가족, 경제 및 사회 제도를 변화시키는 데 전념했으며 남성과 여성 모두의 동등한 권리를 증진하는 새로운 법적 및 사회적 장치를 도입했다. 특히 정권 하층의 여성에게 정치적 기회가 주어졌다. 그럼에도 불구하고 북한 여성이 남성과 동등한 사회경제적 지위를 달성했다고 보기는 어렵다.
여성의 지위향상을 위한 경제발전이 이루어졌으나 북한 여성이 북한 남성과 동등한 재산권을 가지지 못한 것은 분명하다. 여성에게는 임금이 낮은 직업이 주어져 남성이 북한 가족의 주 수입원이 되어 남성 의존형 가족구조가 형성된다. 여성은 가계 소득의 부차적 기여자다. 이렇듯 고소득자와 결혼한 여성은 직장을 그만두고 대부분의 기혼 여성은 재택근무를 한다. 그 결과 직장에 있는 여성과 남편에게 의존하는 여성 사이에 분명한 차이가 있다.
이러한 경향은 한국의 역사 전반에 걸쳐 뚜렷하게 나타나며 유교적 이상에 깊은 뿌리를 두고 있다. 북한에서 어떤 권력의 위치에 있는 많은 여성을 보기는 어렵다. 여성은 낮은 권력층에서 대표직의 3분의 1을 차지하지만 주요 결정에 큰 영향을 미치지 않는다. 조선로동당 대회의 중앙위원회 (CC)와 정치국 (정치위원회), 행정위원회 (내각)와 같은 더 강력한 조직을 살펴보면 여성이 극소수만이 권력을 차지했다는 사실이 명백하다. 여성은 권력의 더 높은 위치에서 거의 역할을 하지 못하기 때문에 잘 대변되지 않고 거버넌스에 대한 이해 관계가 없다. 조선 시대 이후 여성의 사회적 지위는 변했지만 뿌리 깊은 유교문화는 현대 북한 사회에도 여전히 남아 있다.

### 천리마 운동
천리마운동( 날아가는 말) 은 대중동원 운동이었으며, 북한 정부는 1950년대 후반 권력을 공고히 하기 위해 천리마운동을 벌였다. 여성정책에 초점을 맞춘 천리마운동은 탁아소, 유치원, 세탁소 지원, 효율적인 식품산업화 등을 통해 북한 여성들의 가사노동을 사회화했다. 한 여성단체 회원은 북한의 가사노동 사회화에 대해 “아이들은 국비로 키운다. 다림질과 다림질이 있으면 세탁소로 간다. 식품 산업이 발달하여 언제든지 식품을 구입할 수 있다. 그럼 집안에서 할 일이 뭐가 남았습니까?"라고 말한다.
천리마 대중 동원 운동은 여성 노동력을 증가시켰다. 여성 노동력은 1956년에서 1964년 사이에 19% 이상 증가하여 전체 노동력의 49%를 차지했다. 또한 1963년에서 1989년 사이에 여성 전문직 및 기술자의 수는 10.6배 증가한 반면 남성 전문직은 2.5배 증가했다. 계속해서 긍정적인 통계를 올리려는 목표와 함께, 여성들은 남성과 동등한 지위를 달성하기 위해 노력하도록 점점 더 권장되고 있다.

### 21 세기

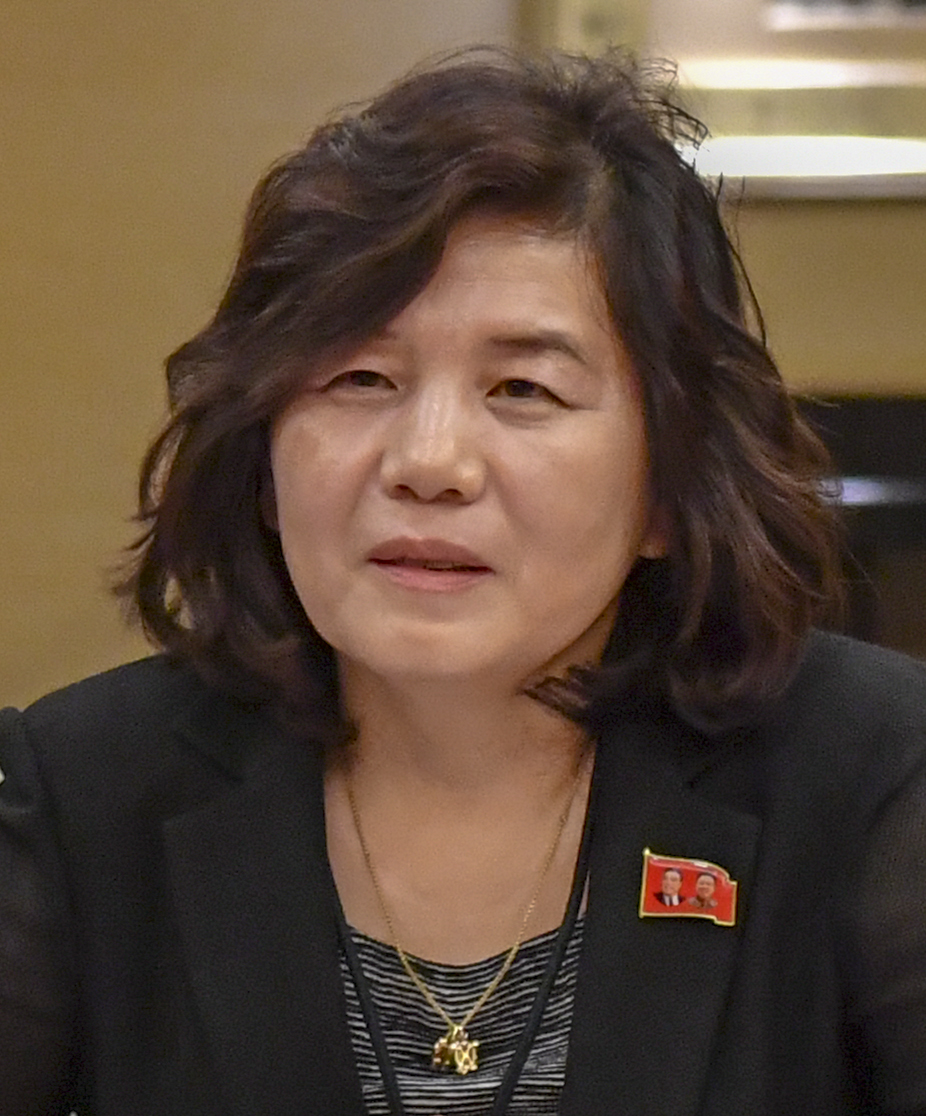
최선희, 2018년 외교부 제1차관 임명

### 통계
1980년 자료에 따르면 여성은 농업 부문에서 노동력의 56%, 산업 부문에서 45%, 광업에서 20%, 임업에서 30%, 중공업에서 15%, 경공업에서 70%를 차지했다. 경공업에 대한 강조는 가난한 생활 수준을 높이고 광범위한 식량 및 소비재 부족 문제를 해결하는 것을 목표로 한다. 1989년 북한은 '경공업의 해'를 선포하고 중공업에서 경공업으로 더 많은 여성들을 옮겼다. 여성은 학교 교사의 80%를 차지하지만 대학 현장에서는 매우 낮다. 예를 들어 김일성종합대학 에서는 교수진의 10%, 학생의 25~30%가 여성이다. 전문직과 기술자 중 여성은 1963년에는 14.6%에 불과했지만 1989년에는 37% 이상이 여성이었다. 1963년에서 1989년 사이에 여성 전문직 및 기술자의 수는 10.6배 증가한 반면 남성은 2.5배 증가에 그쳤다.

## 북한 여성에 대한 사회 변화를 촉진하는 법률
임시인민위원회는 토지개혁법, 남녀평등법, 노동법, 필수산업국유화법 등 사회변화를 촉진하는 각종 법률을 공포했다.
여성의 전통적인 입장에서 가장 진보적인 변화는 1946년 7월 30일에 발표된 성 평등에 관한 법이었다. 이 법은 모든 영역에서 평등한 권리, 자유로운 결혼과 이혼, 그리고 재산 상속과 이혼 시 재산 공유의 동등한 권리를 강조했다. 그것은 중매 결혼, 일부다처제, 후궁, 여성 매매, 매춘, 직업 연예인 제도를 종식시켰다.
북한 노동법은 여성의 노동권을 규정하고 있다. 제14조부터 제17조까지는 77일의 유급 출산휴가, 근로 중 유급 수유휴가, 임산부 및 수유부의 연장근로 및 야간근로 금지, 임산부는 동일 임금으로 더 쉽게 일할 수 있다.
또한 필수산업국유화법은 사유재산을 없애 가부장의 경제력을 약화시켰다.
여성들이 가족 봉건 제도를 폐지하기 위해 고군분투했던 남한과 달리, 북한 민주여성연합은 남성 혈통에 기반한 호적 제도(가족 봉건 제도)를 새로운 시민 등록 제도로 대체했다. 그러므로 토지를 구입하고 소유하는 데 있어 여성들에게 더 많은 권한을 주는 것이다.

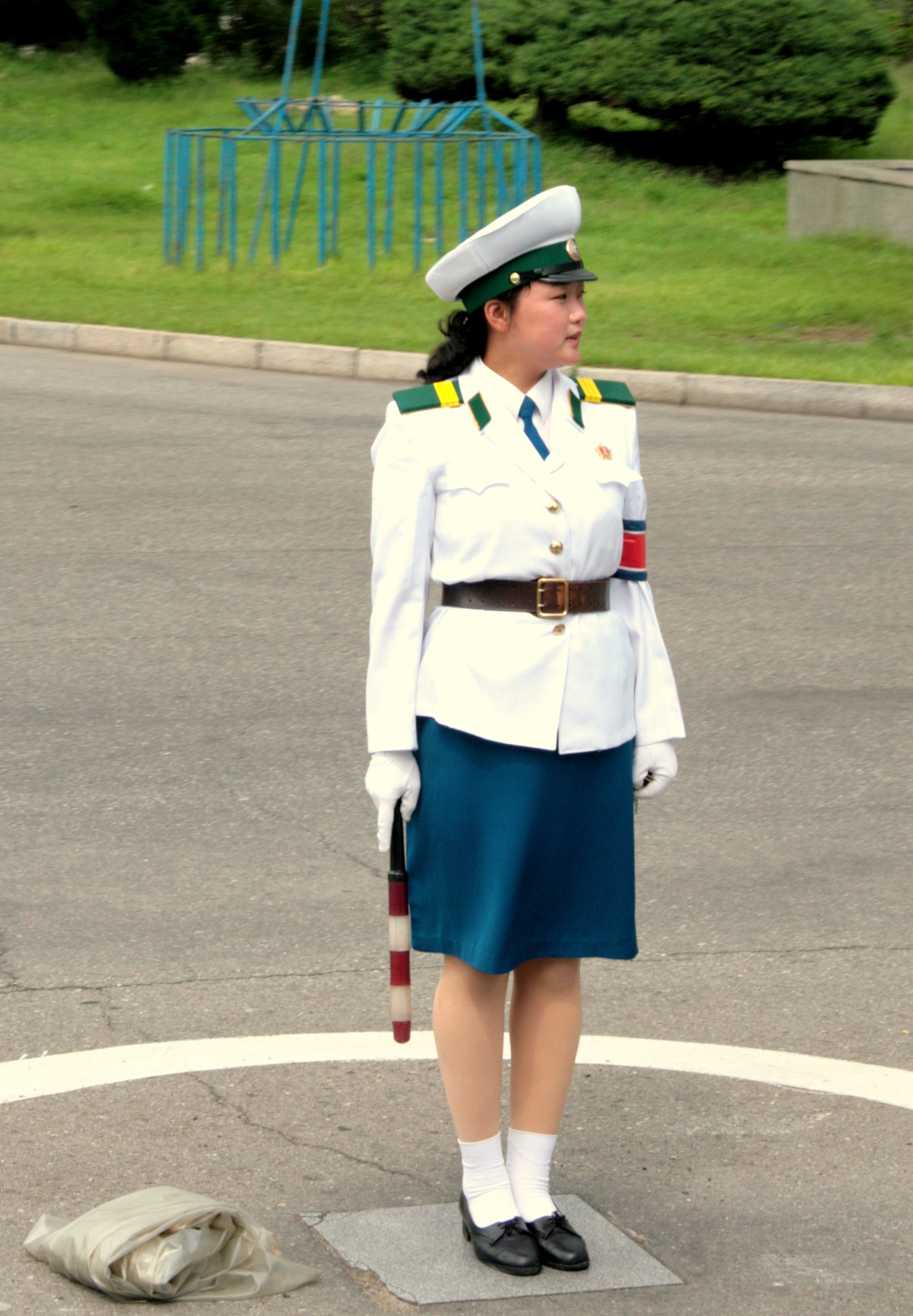
교통을 담당하는 여경, 2007년 8월

이러한 사회의 변화로 인해 가족구조는 전통적 제도와 크게 달라졌다. 결국 씨족은 사라지고 혈통서 제도가 완전히 무너지고 핵가족 제도가 등장하기 시작했다. 따라서 사회에서 여성을 남성과 동등하게 만든다.
여성을 남성과 동등하게 만들기 위해 새로운 법이 제정되었지만 북한 여성이 사회에서 남성과 완전히 동등하다는 것은 논란의 여지가 많았다. 여성의 기회는 많이 확대되었지만 여전히 사회에서 남성과 동등하지 않은 측면이 있다. 북한에서는 남성이 여성보다 더 많은 임금을 받는다는 증거가 있다. 따라서 임금 차이는 다양한 직업 구조에서 여성의 불평등한 대표성을 반영하며, 이는 성별 분업을 나타낸다.

## 군대
2015년 초, 북한 정부는 북한 국경 내에 거주하는 모든 여성에게 군 복무를 의무화하기로 결정했다. 그 의도는 국가의 쇠퇴하는 군대를 개선하는 것이다. 17~20세의 중·고졸 여성은 이제 입영이 의무화됐다. 2015년 이전에 여성은 자발적으로만 봉사했지만 남성은 항상 강제로 봉사했다.
복무기간은 여성은 23세에, 남성은 10년간 병역이 면제되는 등 차이가 있다. 이 계획은 북한이 광범위한 사망률, 낮은 출산율, 높은 아동 사망률을 경험했던 1990년대 북한 기근 기간 동안 느낀 손실을 보충하기 위해 제안되었다. 이 지시는 많은 우려를 낳았는데, 대부분의 북한 가정에서 여성들이 불법적인 사업에 종사함으로써 돈을 버는 사람들이라는 것을 볼 때이다.
2003년 연례 최고인민회의에서 정부는 군인들에게 약간의 유예 기간을 부여하여 남자는 13년에서 10년으로, 여자는 10년에서 7년으로 줄였다.

## 남녀 평등
북한 정부 관리들은 공개적으로 북한이 국가로서 순수한 계급 없는 사회라고 주장하지만, 일부는 그렇지 않다는 것을 증명했다. 부유하고 교육을 받았으며 정치적으로 강력한 시민과 정치적으로 무력한 시민 사이에는 분명한 차이가 있다. 북한 전역에 부와 특권이 분명히 불평등하게 분배되어 왔다. 북한 주민들은 가족력과 출신에 따라 세분할 수밖에 없었다. 만일 어느 한 가문의 한 사람이 어떤 죄를 범하게 되면 그 가문 전체가 그 죄로 인해 더욱 지위가 낮아지는 고통을 당하게 된다.
여성의 지위는 남성과 완전히 동등했던 적이 없다. 남성은 낮은 계급의 여성보다 노동력을 통해 발전하는 데 훨씬 유리하다. 하층 여성은 결혼하면 경력을 마친 것으로 간주되지만 남성은 그렇지 않다. 반면에 더 높은 지위의 여성은 훨씬 더 많은 기회를 제공받는다.

## 분업

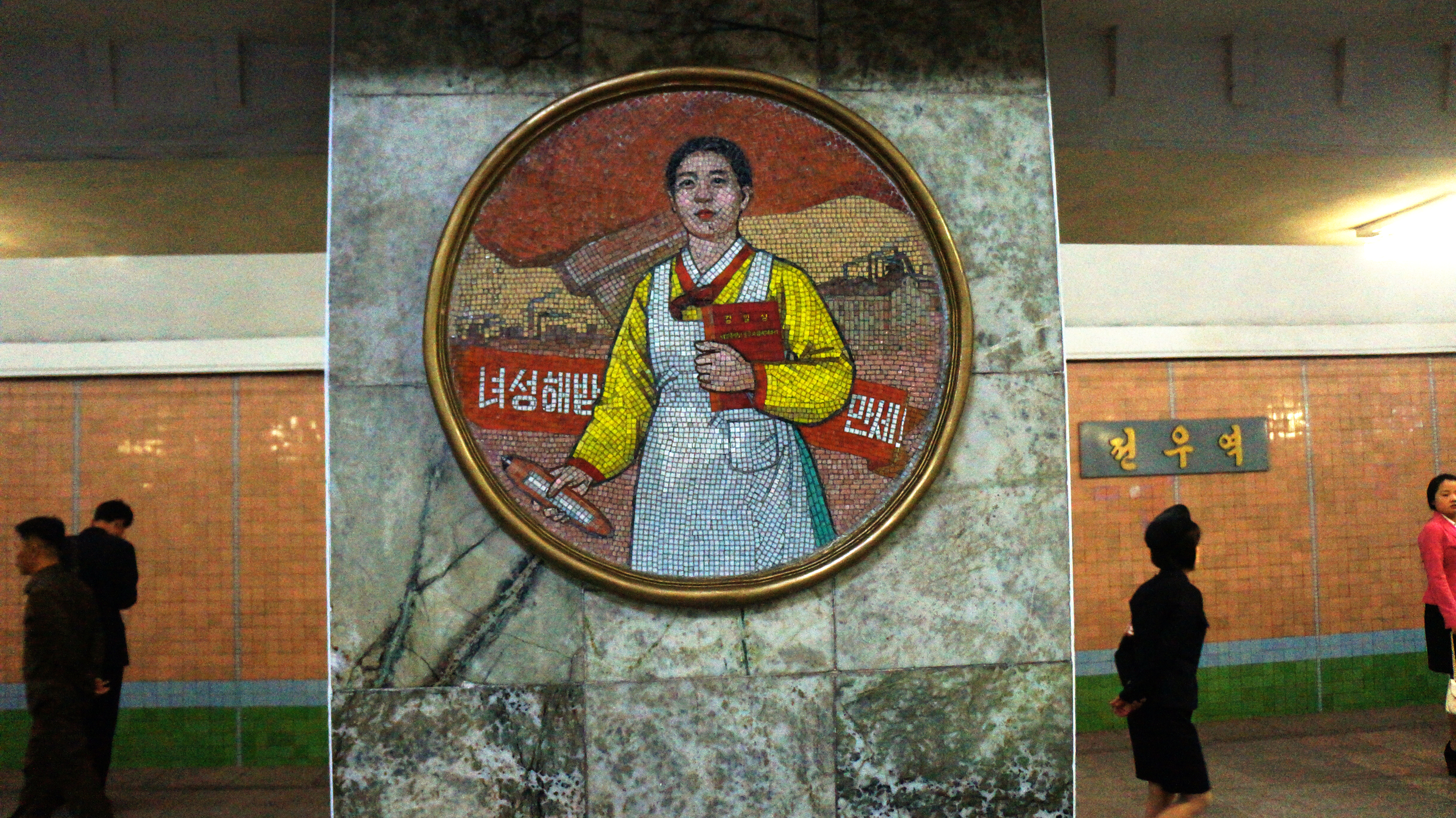
공개된 모자이크에는 "여성을 위한 만세!"

북한에서 무거운 육체노동은 전통적으로 남자가 하고 가벼운 일은 여자에게 맡긴다. 개인의 고용은 가문의 위신, 능력, 기술에 대한 국가의 판단에 따라 국가가 미리 결정한다. 예를 들어, 주정부가 고등 교육을 받은 부유한 가족에게 광부로서 끊임없는 육체 노동을 하도록 배정할 가능성은 거의 없다. 결국 북한 남녀의 경우 각 공민의 직업은 철저히 외부의 권위에 의해 계산되고 심의되어야 한다.

## 가족의 역할
가족 영역과 공적 영역에서 여성의 역할은 제2차 세계대전 이후 오늘날까지 여러 번 바뀌었다. 전쟁이 끝난 후 여성들은 사회주의 경제에 대량으로 편입되었고 국가 재건에 중요한 역할을 했다. 이후 수십 년 동안 경제가 개선됨에 따라 여성은 노동력에서 덜 필요했고 더 전통적인 역할을 향한 움직임이 나타났다. 공무원은 배급을 받았고 대부분의 가족은 그것으로 생존할 수 있었다.
1990년대 북한의 기근 동안 공공 배급 시스템으로 알려진 이러한 배급은 고갈되었고 가족들은 재정 지원을 위해 다른 곳을 찾아야 했다. 남성은 급여를 받지 못하더라도 여전히 공직에 참석해야 한다. 재정난에 처한 정부는 남성에게서 얻는 무료 노동에 크게 의존하고 있으며 이러한 관행을 조만간 중단할 것 같지 않다.
남성이 직장에서 자유로워지려면 실제로 월급의 20~30배를 고용주에게 지불해야 수리 작업과 같이 더 수익성이 높은 다른 직업을 맡을 수 있다. 음식을 먹을 수 없는 경우에도 이 지불이 필요하며, 그렇지 않으면 감옥에 갇히게 된다. 집안의 여성들이 남성의 기술이 이 일을 할 수 있을 만큼 좋은지 여부를 결정한다는 소문이 있다.
사람들을 살리고자 하는 절박함에서 불법 시장이 전국적으로 생겨나기 시작했다. 이 시장들은 많은 단속과 규제의 대상이 되었으나 나중에 완화되었다. 이 시장들은 거의 절반의 가정들이 사적인 거래를 유일한 돈의 원천으로 주장하면서 북한의 대다수 가정들에게 주요한 돈의 원천이 되었다. 이러한 수치는 철갑의 북한에서 얻기 어렵지만, 연구원들은 여성이 가정의 80-90%에서 가장이라고 생각한다. 이 극적인 변화는 이 가부장제 사회에 엄청난 결과를 가져왔다. 그들의 새로운 돈 버는 능력에 의해 힘을 얻은 전국의 여성들은 그들의 남편에게 덜 순종하게 되었고 많은 가정의 결정들을 통제하기 시작했다. 많은 북한 여성들은 남편을 "강아지" 또는 "애완동물"이라고 부르는데, 그들은 생산적인 일을 할 수 없지만 여전히 보살핌과 제공을 받아야 하기 때문이다. 여성들은 이제 남성들이 예전에 받던 것보다 약 두 배 그리고 많은 돈을 번다.
그러나 이러한 변화로 인해 이 나라의 여성들은 증가하는 가정 폭력에 직면하고 있다. 탈북자들을 조사한 학자들은 아직 가정에서 어떤 종류의 폭력을 경험하지 않은 여성을 인터뷰한 적이 없다고 주장한다. 그들은 그것이 전국의 사람들의 가정에서 일어난 엄청난 권력 이동 때문이라고 믿는다. 남자들이 새로 발견한 힘의 부족에 좌절하기 때문이다.
많은 장애물이 있음에도 불구하고 여성들이 여전히 북한에서 흔치 않은 시민 불복종 운동을 주도하고 있다. 시장에 새로운 제한이 가해지면 여성들은 시위에서 매우 목소리를 높이고 두드러진다.
이러한 변화로 인해 여성은 결혼을 더 오래 기다리는 것을 선호하고 남성은 남편으로서 자신의 종속적 역할을 받아들이도록 강요당했다. 삶의 이러한 권력 변화는 또 다른 죽음을 초래했다. 이제 배우자가 죽었을 때 구걸을 해야 하는 것은 그 반대가 아니라 남성들이다.

## 성매매
북한의 성매매 불법이지만 북한의 국가원수가 노동당 고위 간부와 그 가족들의 성적 만족을 충족시키기 위해 모집한 여성과 소녀들(기쁨조)과 가끔 귀빈들을 포함하여 일어난다고 보도했다

## 미디어 영향

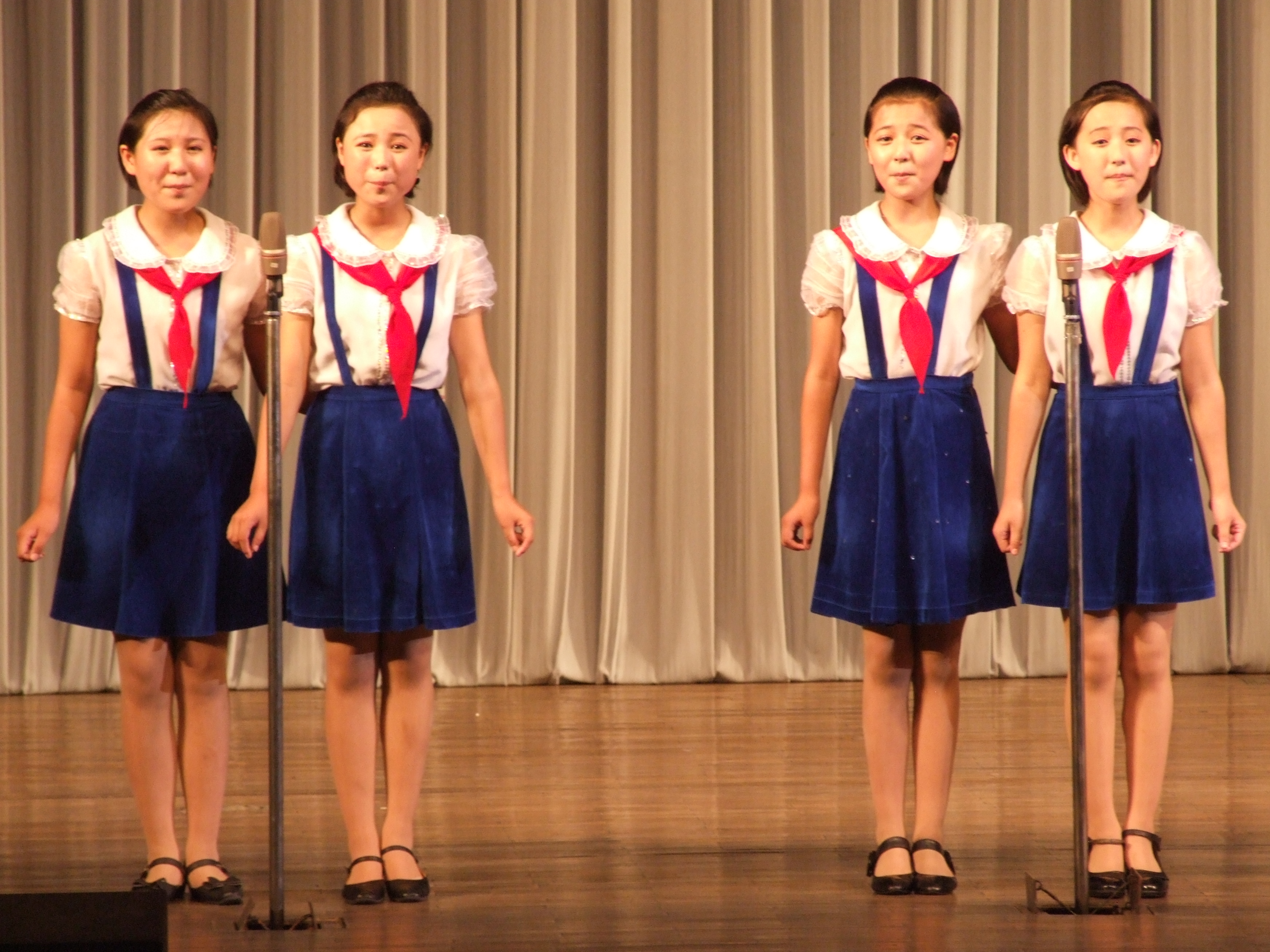
만경대소년궁전의 여학생들

미디어는 롤모델을 보여준다. 관영 평양일보는 1991년 8월 기사에서 의무교육(고급중학교)을 졸업하고 평양시에 위치한 협동조합 에서 정규농부로 밭일을 하기로 결정한 김화숙의 경력을 기술했다. 그녀의 재능과 헌신이 알려지면서 점차 책임 있는 위치로 올라갔다. 청년사업팀장을 역임한 뒤 대학에 진학했다. 졸업 후 그녀는 협동 조합의 관리 위원회 의장이 되었다. 김 위원장은 최고인민회의 대의원 으로도 선출됐다.
그러나 그러한 예에도 불구하고 여성은 완전히 해방되지 않은 것으로 보인다. 아들은 여전히 딸보다 선호된다. 여성은 집 밖에서 일하는 것 외에도 아침 저녁 식사 준비를 포함하여 집안일의 전부는 아니지만 대부분을 한다. 육아의 많은 책임은 보육원과 학교 시스템의 손에 있다. 대다수의 여성은 경공업에 종사하며 중공업에 종사하는 남성에 비해 급여가 적다. 사무실 상황에서 그들은 비서 및 기타 낮은 직위에 종사할 가능성이 높다. 여성들은 그들의 초점을 직장에서 옮기기 위해 그들의 가정 업무 중 일부를 면제받았다. 음식 산업은 여성들이 가족을 위해 음식을 사고 줍기만 하면 될 정도로 발전했다. 따라서, 그들의 주요 업무 중 하나는 그들의 경험을 바탕으로 아이들에게 공산주의에 대해 교육하는 것이었다.
더욱이 성역할의 차이는 초등학교와 중학교 수준에서 남학생과 여학생을 분리 하는 관행으로 확인될 수 있다. 남학생과 여학생을 위한 학교 커리큘럼의 일부 측면도 명백히 다르다. 남학생에게는 체육 교육이, 여학생에게는 가정 경제가 더 강조된다. 그러나 4년제 대학에서는 의학, 생물학, 외국어문학을 전공하는 여성이 특히 많은 것 같다.

## 개인의 자유
북한의 여성은 남성과 마찬가지로 일상생활에서 엄격하게 제한된다. 언론의 자유, 이동의 자유 및 이와 유사한 권리는 국가에 의해 엄격하게 통제된다.

## 역사적 의미
북한 여성들은 특히 20세기와 21세기 동안 사회, 정치, 경제에서 중요한 역할을 해왔다. 그들이 사회적, 정치적 조직에 중요하게 관여한 것은 북한 공산주의를 형성하고 북한 정권의 사회주의적 이상을 전파하는 데 도움이 되었다. 한국여성사회주의자연맹과 같은 여성단체들은 여성들이 일상적인 고민을 표현하고 공산주의 운동에 적극적으로 나설 수 있는 통로를 제공했다.
여성 정치와 노동자 단체는 궁극적으로 북한 혁명의 성공에 중추적인 역할을 했다. 혁명은 남녀 모두의 지지를 이용했기 때문에, 그 영향은 훨씬 더 철저하고 광범위했으며, 성별에 관계없이 공동체의 모든 구성원들에게 영향을 미쳤다. 북한 여성들의 개입이 없었다면 불가능했을 것이다.
게다가, 북한 여성들은 진정으로 그 집의 주인이다. 전통적인 한국 사회는 여성들을 가정 내에서 일하는 것으로 제한했고, 북한 혁명은 그 전통적인 가치를 영웅주의의 통로로 왜곡시켰다. 여성 기관은 (근대 이전과 시기에) 항상 가정에 있었기 때문에 북한 주민들에게 이념의 주요한 주입자 역할을 해왔다. 어머니로서의 그들의 역할은 다시 한번 공산주의 정권의 성공의 주요 원천이 되었다. 아이들을 세뇌시키고 (북한 정부가 지시한 대로) 이상적인 공산주의 가정을 운영하는 것은 여성들이다. 가정에서 이 영구적인 장소가 공산주의의 양성평등 이상에 어긋날 수도 있지만, 그럼에도 불구하고 정권의 역사적 발전에서 여성의 역할은 부인할 수 없다.
오늘날 북한 여성들은 새로운 형태의 권력을 행사하면서도 동시에 실권자 자리에서 배제되고 있다. 예를 들어, 북한 여성들은 지하 시장(그리고 불법)의 선두주자이다. 많은 여성들은 경제적으로 어려운 시기에 가족을 부양하기 위해 창의력과 지략을 사용하는 기업가이다. 전통적인 공산주의 고용 수단으로는 충분하지 않을 때 돈을 벌고 가족을 위해 음식을 가져오는 것은 종종 여성들이다. 동시에, 일부 여성들이 경제적인 힘을 얻었지만, 여성들은 정치의 상류층에서 엄청나게 과소 대표되고 있다. 공산당에는 일상 정치에 관여했음에도 불구하고 여성 지도자가 거의 없다. 1946년 양성평등법 제2조에 북한 여성이 남성과 동등한 투표권과 정치적 지위를 가지고 있다고 명시되어 있지만, 가장 강력한 권력을 가진 공직에 침입할 수 있는 여성은 거의 없었다.
시간이 지남에 따라, 북한의 여성들은 평등을 향한 중요한 진전을 이루었다. 그들은 양성평등 입법, 여성 단체, 경제 기업가 정신 등으로 성공을 경험했다. 그러나, 그들의 발전은 그들 나라의 경제적 실패와 쇼비니즘적 이상(여성을 가정에 머무르게 하는 것, 어머니로서의 여성의 역할을 강조하는 것 등)의 지속으로 인해 심각하게 저해되었다. 이러한 도전에도 불구하고, 여성들은 북한의 발전에 필수적인 것은 아니더라도 여전히 중요한 기여자들이다.

## 같이 보기
- 북한의 여성인권
- 평양산부인과병원

## 노트
1. ↑   (보고서). Bureau of Democracy, Human Rights and Labor. |제목=이(가) 없거나 비었음 (도움말)
2. ↑  Halliday, Jon.
3. 1 2 3 4 5 6 7  Savada, Andrea Matles, 편집. (1994). 《North Korea: A Country Study》 Four판. Washington: Federal Research Division of the Library of Congress. ISBN 0-8444-0794-1.
4. 1 2  Park, Kyung Ae. "Women and Revolution in North Korea."
5. ↑  Park, Kyung Ae. "Women and Revolution in North Korea."
6. 1 2 3  Hwang, Kyung Moon.
7. ↑  Hwang, Kyung Moon.
8. ↑  Hwang, Kyung Moon.
9. 1 2  Lankov, Andrei.
10. ↑  Lankov, Andrei.
11. ↑  Kim, Suzy.
12. 1 2 3  Kim, Suzy.
13. ↑  Kim, Suzy.
14. 1 2  Kim, Suzy.
15. ↑  Armstrong, Charles K. "Tyranny of the Weak: North Korea and the World, 1950–1992."
16. ↑  Halliday, Jon.
17. ↑  James Brooke (2002년 6월 10일). “N. Koreans Talk of Baby Killings”. 《The New York Times》. 2012년 8월 3일에 확인함.
18. ↑  David Hawk (2012). 《The Hidden Gulag Second Edition The Lives and Voices of "Those Who are Sent to the Mountains"》 (PDF) Seco판. Committee for Human Rights in North Korea. 111–155쪽. ISBN 978-0615623672. 2015년 3월 13일에 원본 문서 (PDF)에서 보존된 문서. 2012년 9월 21일에 확인함.
19. ↑  Kirby, Michael Donald; Biserko, Sonja; Darusman, Marzuki (2014년 2월 7일). “Report of the detailed findings of the commission of inquiry on human rights in the Democratic People's Republic of Korea - A/HRC/25/CRP.1”. United Nations Human Rights Council. 2014년 2월 27일에 원본 문서에서 보존된 문서.
20. ↑  N. Korea Calls for Women's Increased Role in Economic Campaign.
21. ↑  Cumings, Bruce.
22. ↑  Cumings, Bruce.
23. ↑  "On the Founding of the Magazine," p. 354
24. 1 2 3 4  Park, Kyung Ae. "Women and Revolution in North Korea."
25. ↑  Park, Kyung Ae. "Women and Revolution in North Korea."
26. ↑  Koh, p. 641.
27. ↑  Chollima movement was a mass mobilization campaign and North Korean government initiated Chollima movement to build socialist in the late 1950s.
28. 1 2  Park, Kyung Ae. "Women and Revolution in North Korea."
29. ↑  Halliday, Jon.
30. 1 2 3 4  Park, Kyung Ae. "Women and Revolution in North Korea."
31. ↑  Draudt, Darcie (2020년 9월 25일). “The Rise of Women Leaders in North Korea”. 《38 North》 (The Henry L. Stimson Center). 2020년 9월 26일에 확인함.
32. ↑  Tae Young Lee, Pukhan Yosonc (North Korean women) (Seoul, Korea: Silch'6n Munhaksa,
1988), p. 194.
33. ↑  Halliday, Jon.
34. ↑  Park, Kyung Ae. "Women and Revolution in North Korea."
35. 1 2 3 4 5  Park, Kyung Ae. "Women and Revolution in North Korea."
36. ↑  Song Min, Choi.
37. 1 2 3  Ryang, Sonia.
38. ↑  Je Son Lee (2015년 2월 14일). “Ask a North Korean: are women treated equally in your society?”. 《The Guardian》.
39. ↑  Lim, Louisa.
40. ↑  Lee, Sunny (2010년 1월 28일). “'Pleasure squad' defector sheds light on life of Kim Jong Il”. 《The National》.
41. ↑  Kim, Suzy.

## 참조
- Kim Won-hong (2014). 《Women of North Korea: A Closer Look at Everyday Life》. Seoul: Institute for Unification Education, Ministry of Unification. ASIN B00TH1QPUM.
- Koh, B. "The Impact of the Chinese Model on North Korea." Asian Survey. University of California Press. Vol. 18, No. 6, Jun. 1978. doi:10.2307/2643230. Available at Jstor.